# 화이트 칼라 범죄
화이트 칼라 범죄(영어: white-collar crime)는 기업 및 정부 전문가와 같은 권력에 의해 저질러진 금전적 동기, 반인륜적인 범죄를 말한다. 이는 1939년 사회학자 에드윈 서덜랜드(Edwin Sutherland)에 의해 “직업 과정에서 존경과 높은 사회적 지위를 가진 사람에 의해 저질러진 범죄”로 처음 정의되었다. 전형적인 화이트 칼라 범죄르는 임금절도, 사기, 뇌물, 폰지 사기, 내부자 거래, 노동공강, 횡령, 사이버 범죄, 저작권 침해, 돈세탁, 신분도용, 위조 살인 등이 포함될 수 있다. 변호사는 화이트 칼라 범죄를 전문으로 다룰 수도 있다.

## 정의 문제
현대 범죄학은 일반적으로 용어의 제한을 거부하며, 오히려 범죄의 유형과 주제를 분류한다.
- 범죄유형(예: 재산 범죄, 경제 범죄, 환경 및 보건 및 안전 법률 위반)에 따라 일부 범죄는 가해자의 신분 때문에 가능하다. 예를 들어 초국가적인 돈세탁은 은행에 고용된 고위 간부들의 참여를 요구한다. 그러나 FBI는 화이트 칼라 범죄는

```
“기만, 은폐 또는 신뢰 위반으로 특징지어지고 물리력이나 폭력의 적용이나 위협에 의존하지 않는 불법 행위”로 정의하는 좁은 접근법을 채택했다. 화이트 컬러 범죄의 실제 범위와 비용은 알려지지 않았지만, 
FBI
와 ACFE는 미국에 대한 연간 비용을 300억 달러에서 660억 달러 사이로 추산했다.
[
5
]
```

- 범죄자의 유형(사회적 계급, 높은 사회 경제적 지위, 신뢰가 중요시되는 직업, 또는 학문적 자질)에 따라 MAFIA행동에 대한 동기를 연구한다. 그 예시로 경제적 어려움이 명백해질 경우 탐욕이나 체면 상실에 대한 두려움 어떤 지에 대한 연구 등이 있다. Shover와 Wright는 법령에 제정된 범죄의 본질적 중립성을 지적한다.[6] 그것은 거의 필연적으로 행위를 이를 수행하는 사람들의 성격에 의해서가 아니라 추상적으로 묘사한다. 그러므로 한 범죄가 다른 범죄와 다른 유일한 방법은 가해자의 배경과 특성에 있다.

- 조직 범죄와 겹치는 가해자 또는 범죄보다는 조직문화에 의한 것이다. Appelbaum과 Chambliss는 두 가지 정의를 제공한다:[7]

- 기록을 변경하고 요금을 과다 청구하거나, 또는 전문가에 의한 고객의 부정행위를 통해 개인의 이익을 증진시키기 위해 범죄가 저질러질 때 발생하는 직업 범죄

- 기업 간부가 과금이나 가격 담합, 허위 광고 등을 통해 회사에 이익을 주는 범죄 행위를 할 때 발생하는 조직 범죄 또는 기업 범죄.

## 다른 범죄들과의 관계

### 블루 칼라 범죄
이 범죄의 종류는 잠재적 범죄자가 이용할 수 있는 기능의 일종이다. 따라서 상대적으로 특별한훈련을 받지 않은 환경에서 고용된 사람들은 대규모 금융거래가 발생하는 상황에서 일하는 사람들보다 착취할 기회가 적다. 블루 칼라 범죄는 더 명백해지는 경향이 있어 공공 기물 파손이나 가게 강도 등과 같이 경찰의 적극적인 관심을 끈다. 이와는 대조적으로, 화이트 칼라 범죄자들은 합법적인것처럼 범죄적인 행동을 통합 위장할 수 있어, 범죄를 저지를 때 자신을 덜 명백하게 만들 수 있다. 따라서 블루 칼라 범죄는 육체적인 힘을 더 많이 사용하게 되는 반면, 업계에서는 ㆍ피해자의 신원이 명확하지 않고 주주의 가치를 보호하는 척을 하기 위한  은폐로 신고 문제가 복잡 해진다. 상당수의 화이트 칼라 범죄는 적발되지 않았거나 적발되면 수사하지 않은 것으로 추정된다.

### 기업 범죄
기업 범죄는 회사 전체를 다룬다. 그 범죄는 회사나 회사에서 높은 지위에 있는 투자자나 개인에게 이익을 준다. 화이트 칼라 범죄와 기업 범죄는 업계에서 발생하기 때문에 유사하다. 다른 점은 화이트 칼라 범죄는 개인에게 이익이 되고, 기업 범죄는 회사나 기업에 이익이 된다는 것이다.
미국에서 잘 알려진 내부자 거래 사례 중 하나는 임클론 주식 거래 사건이다. 2001년 12월 최고위급 임원들이 항암제를 제조한 제약회사 임클론 시스템즈(Imclone Systems) 지분을 매각했다. 미국 증권거래위원회(SEC)는 수많은 최고위급 임원들과 동시에 주식을 팔아온 임클론의 전 최고 경영자의 친구 마사 스튜워트(Martha Stewart)도 조사했다. SEC는 2005년에 합의에 도달했다.

### 국영 기업 범죄
국가와 기업간의 합의 협상은 양쪽에서 비교적 고위급의 수준이 될 것인데, 이건은 거의 전적으로 범죄의 기회를 제공하는 화이트 칼러의 ‘상황’이다. 비록 사법당국이 화이트 칼러 범죄에 우선순위를 두었다고 주장하지만, 증거들은 이것이 계속해서 낮은 우선순위임을 보여준다.
회사의 고위층이 회사를 이용해 범죄 활동을 할 때 이를 관제 사기라고 부르기도 한다.

### 조직화된 국제 범죄
조직화된 국제 범죄는 국가 관할권에서 이루어지는 조직적인 범죄 행위이며, 교통 및 정보 기술의 진보에 따라 법 집행관 및 정책 입안자는 전 세계적으로 이 범죄에 대응 해야했다. 예로는 인신 매매, 돈세탁, 마약 밀수, 불법 무기 거래, 테러, 사이버 범죄 등이 있다. 국제 범죄를 정확하게 측정하는 것은 불가능하지만, 국제 싱크 탱크인, 밀레니엄 프로젝트는 2009년에 국제 범죄의 일부 측면에 관한 통계를 정리했다.
- 약7,800 억 달러의 세계 불법 무역
- 3000 억 달러에서 1 조 달러의 위조와 불법 복제

- 세계 마약 거래액 3천 2백 10억 달러

### 직업범죄
개인은 고용 중이거나 실직 중 범죄를 저지를 가능성이 있다. 두 가지 가장 일반적인 형태는 도난과 사기이다. 연필에서 가구, 자동차까지, 도난의 정도는 다양하다. 내부자 거래는(대표적인 게 주식거래) 공개적으로 입수 할 수 없는 정보에 대한 접근 권한을 가진 자에 의한 주식의 거래는 일종의 사기이다.

### 국가 이익 범죄
현대 세계에서 범죄를 일부 법률과 나누려는 나라가 많이 있다. "외국의 침략 도발에 대한 범죄"라 함은 외국인의 침략이나 위협을 유도하기 위하여 비밀리에 외국인에게 알리는 범죄이다. "외국의 침략에 대한 범죄"는 국내외를 불문하고 적극적으로 외국의 침략에 협력 할 수 있는 반역죄이다. "반란에 대한 범죄"는 내부의 반역죄이다. 일부 국가에서는 이러한 음모에 해당된다. 그 일례가 엄청난 도둑이자 배신자이며, 말레이시아 정부 기금에서 엄청난 미국통화를 훔친 Jho Low이다. 그리고 그는 도망자로 도주 중이다.

## 인구통계자료
2016년 옥스퍼드 편람에 따르면, 상당한 비율의 화이트범죄자들은 40대 후반에서 30대 후반사이에 처음으로 화이트 칼라 범죄를 저지르며, 중산층 배경으로 보이는 중년백인들로 유리하게 고용된다. 대부분은 고등 교육을 받았고, 결혼했으며, 지역 사회, 가족 및 종교 단체와 강한 유대관계를 맺고 있다. 화이트 컬러 범죄자들은 불법행위 범위를 포괄하는 범법행위를 포함한 범죄경력을 가지고 있다. 하지만 많은 이들이 범죄 행위에 지나치게 빠져있다. 최근 5개 요인 성격 특성 모델을 조사한 결과, 화이트컬러 범죄자들은 비범죄 대상자들 보다 더 신경증적이고 덜 유쾌하고, 덜 양심적인 경향이 있다고 결론지었다.
대한민국 범죄백서(2017)에 따르면, 공무원이 저지른 범죄 중 2016년의 경우 형법범죄 6,877명 48.2%를, 특별법범죄 7,397명 51.8%를 각 차지하고 있으며, 죄명별로는 교통사고처리특례법위반이 2,634명으로 전체의 18.7%를 차지하여 가장 많은 점유율을 나타내고 있고, 그 다음이 도로교통법위반(음주운전) 2,538명 17.8%, 폭행 1,030명 7.2%, 직무유기 731명 5.1%, 직권남용 698명 4.9%, 문서범죄 572명 4.0%의 순으로 나타나고 있다. 전체 범죄와 비교하여 볼 때, 공무원범죄자에 대한 기소율이 다소 낮고, 반면 불기소율이 현저히 높은 것으로 나타나고 있다.
공무원이 저지른 범죄 중 불기소율이 가장 높은 범죄는 직권남용으로 97.5%였고, 그 다음은 직무유기(97.3%), 성매매법위반(94.0%), 문서(85.3%) 등의 순이었다. 특히 불기소율이 95%를 상회하는 직무유기와 직권남용의 경우에는 대부분 혐의없음 처분을 받은 것으로 나타났다. 기소유예처분 비율이 가장 높은 범죄는 성매매법위반(48.6%)이었고, 그 다음은 상해(28.0%), 문서(14.5%), 수뢰(12.5%), 폭행(5.3%) 등의 순이었다.

## 처벌
미국에서 화이트 칼라 범죄에 대한 처벌은 투옥, 벌금, 배상, 지역 봉사 활동, 환수, 집행 유예 또는 다른 대안 처벌을 포함 할 수 있다.
이러한 처벌들은 제프리 스킬링과 엘론사의 스캔들 이후에, 2002년 샤베인 옥슬리 법안이 미국 의회에 통과되고, 조지 W 부시 대통령이 법에 서명함으로, 새로운 범죄라 정의하고, 메일과 텔레뱅킹을 이용한 금융사기 등의 범죄 처벌이 증가하면서 더욱더 강화되었다.
중국과 같은 다른 국가에서는 화이트 칼라 범죄자에게 사형을 선고 할 수 있지만, 일부 국가는 최대 10-25년의 징역형을 선고한다.
캐나다와 같은 특정 국가는 관련 당사자 간의 관계가 신뢰 구성 요소의 위반이있을 때 형벌의 중요한 특징으로 간주한다.
우리나라의 화이트 칼라 범죄에 대한 법은 ‘김영란법’이 있다.
국민권익위원회의 김영란 위원장이 제안한 것을 고려해 ‘김영란법’이라고 불리고, 국회에서 부정청탁과 금품수수, 이해충돌방지 등 3가지 영역 중에서 이해충돌방지 부문은 별도로 입법하기로 함에 따라 최종적으로 2015년 3월 3 일 국회 본회의를 통과하였다.
화이트 칼라 범죄에서의 형벌 불균형에 대한 의문은 계속 논의되고 있다. 화이트 칼라 범죄가 오늘날의 사회에서 심각한 위협이되고는 있지만 식별하기가 매우 어려워진다. FBI는 이러한 유형의 범죄를 파악하는 데에만 사기, 위조 / 위조 및 횡령의 세 가지 범주에 대한 연간 통계 정보를 수집한다. 다른 모든 유형의 화이트 칼라 범죄는 다양한 범주에 속한다.
미국에서 화이트 칼라 범죄에 대한 가장 긴 선고는 다음과 같다.
Sholam Weiss (국가 유산 보험 회사의 붕괴와 관련하여 폭력 사태, 유류 사기 및 돈세탁에 대한 845년); 노먼 슈미트 (Norman Schmidt)와 찰스 루이스 (Charles Lewis) ( "고수익 투자" 사기에 대해 각각 330년과 30년); Bernard Madoff (650 억 달러 사기 계획으로 150년); Frederick Brandau (Ponzi 계획으로 1억 1,700 만 달러로 55년); Eduardo Masferrer (회계 사기로 30년); Chalana McFarland (모기지 사기 계획의 경우 30년); Lance Poulsen (29 억 달러 사기로 30년).

## 같이 보기
- 분식회계
- 버나드 메이도프
- 회사범죄
- 산업 스파이
- 조던 벨퍼트
- 탈세
- 미국 연방보안관
- 미국 비밀경호국